# Hoher Klammerkopf
Der Hohe Klammerkopf, auch Höchster Klammerkopf, ist ein 3155 m ü. A. hoher Berggipfel der Schobergruppe in Kärnten.

## Lage
Der Hohe Klammerkopf liegt im südöstlichen Zentrum der Schobergruppe an der Grenze zwischen den Gemeinden Heiligenblut am Großglockner im Norden und Großkirchheim im Süden. Die Landesgrenze zu Osttirol liegt nur knapp 200 Meter südwestlich. Der Hohe Klammerkopf befindet sich zwischen dem Westlichen Klammerkopf (3126 m) im Südwesten und dem Östlichen Klammerkopf (3153 m) im Nordosten. Im Norden des Hohen Klammerkopfs liegt entlang der Nordseite der Klammerköpfe bis zum Großen Hornkopf das Gößnitzkees, südöstlich befand sich früher westlich des Grats bis hin zum Keeskopf das Klammerkees. Nächstgelegene alpine Stützpunkte sind die Adolf-Noßberger-Hütte im Südosten, die Lienzer Hütte im Südwesten und die Elberfelder Hütte im Norden.

## Aufstiegsmöglichkeiten
Der Normalweg auf den wenig begangenen Hohen Klammerkopf führt zunächst markiert von der Adolf-Noßberger-Hütte nach Südwesten zur niederen Gradenscharte. In einer Höhe von rund 2900 Metern quert man in der Folge den Ostrücken des Keeskopfs und steigt danach in einer Kerbe zwischen dem Westlichen und dem Hohen Klammerkopf hoch. Den Hohen Klammerkopf erreicht man schließlich nach kurzer Kletterei (II+). Alternativ findet sich auch zwischen dem Hohen und dem Östlichen Klammerkopf eine Kerbe, die eine ähnliche Schwierigkeit für den Anstieg aufweist. Von der nördlich gelegenen Elberfelder Hütte bestehen zwei Anstiegsvarianten über das Gößnitzkees. Es sind dies eine zwischen Hohem und Östlichen Klammerkopf gelegene Eisrinne (Klammerkopfrinne) bzw. die zwischen Westlichem und Hohem Klammerkopf gelegene Nordwestrippe.